# نيكولاس ستيفانيلي
نيكولاس ستيفانيلي (بالإسبانية: Nicolás Stefanelli) هو لاعب كرة قدم أرجنتيني في مركز الهجوم، ولد في 22 نوفمبر 1994 في بوينس آيرس في الأرجنتين. لعب مع أيك سولنا.

## وصلات خارجية
- نيكولاس ستيفانيلي على موقع اتحاد السويد (السويدية)
- نيكولاس ستيفانيلي على موقع الدوري الأمريكي (الإنجليزية)
- نيكولاس ستيفانيلي على موقع قاعدة بيانات كرة القدم.إي يو (الإنجليزية)
- نيكولاس ستيفانيلي على موقع Soccerway.com (الإنجليزية)